# Éliminatoires du Championnat d'Europe de football des moins de 19 ans 2023
Navigation
2022 2024
Les éliminatoires du championnat d'Europe de football des moins de 19 ans 2023 se déroulent du 21 septembre 2022 au 28 mars 2023 et déterminent les sept équipes rejoignent Malte, pays hôte. Les joueurs nés après le 1er janvier 2004 sont éligibles.

## Format et tirage au sort
Les qualifications se disputent sur deux tours, uniquement par groupes de 4 équipes. Chaque groupe se joue sur le terrain unique de l'une des quatre équipes qui en fait partie, en tournoi toutes rondes simple. Le premier tour de qualification comprend 13 groupes (52 équipes), le second tour comprend 7 groupes (28 équipes).
Le tirage au sort du tour de qualification a eu lieu le 8 décembre 2021, au siège de l'UEFA à Nyon, en Suisse.
Chaque groupe comprend une équipe du chapeau A, une équipe du chapeau B, une équipe du chapeau C et une équipe du chapeau D. Sur la base des décisions prises par le Panel d'urgence de l'UEFA, les paires d'équipes suivantes n'ont pas pu être tirées au sort dans le même groupe : Espagne et Gibraltar, Ukraine et Russie, Serbie et Kosovo, Russie et Kosovo, Bosnie-Herzégovine et Kosovo.
Le Portugal est exempt du premier tour, Malte est quant à elle déjà qualifié en tant que pays hôte. Le Liechtenstein ne joue pas les éliminatoires.
| Chapeau A            | Chapeau A | Chapeau B | Chapeau B | Chapeau C          | Chapeau C | Chapeau D   | Chapeau D |
| France               | 23.778    | Grèce     | 11.000    | Géorgie            | 7.833     | Arménie     | 3.667     |
| Angleterre           | 23.000    | Belgique  | 10.667    | Russie             | 7.333     | Monténégro  | 3.333     |
| Italie               | 21.889    | Suède     | 10.278    | Finlande           | 7.333     | Kosovo      | 3.167     |
| Pays-Bas             | 16.778    | Serbie    | 10.167    | Suisse             | 7.000     | Albanie     | 2.000     |
| Tchéquie             | 16.722    | Slovaquie | 10.167    | Bosnie-Herzégovine | 6.667     | Kazakhstan  | 1.667     |
| Espagne              | 16.222    | Pologne   | 10.167    | Chypre             | 5.333     | Andorre     | 1.667     |
| Allemagne            | 15.833    | Écosse    | 9.833     | Pays de Galles     | 5.000     | Luxembourg  | 1.667     |
| Ukraine              | 14.389    | Bulgarie  | 9.722     | Lettonie           | 4.667     | Moldavie    | 1.333     |
| République d'Irlande | 13.278    | Bulgarie  | 9.722     | Islande            | 4.667     | Estonie     | 1.333     |
| Norvège              | 12.611    | Hongrie   | 9.167     | Azerbaïdjan        | 4.500     | Îles Féroé  | 1.333     |
| Turquie              | 12.611    | Roumanie  | 8.833     | Macédoine du Nord  | 4.333     | Lituanie    | 1.000     |
| Autriche             | 11.833    | Danemark  | 8.833     | Irlande du Nord    | 4.333     | Gibraltar   | 0.333     |
| Croatie              | 11.611    | Slovénie  | 8.167     | Biélorussie        | 4.333     | Saint-Marin | 0.000     |

### Premier tour de qualification
Les deux premiers de chaque groupe (26 équipes) sont qualifiés.

#### Groupe 1
| Rang | Équipe   | Pts | J | G | N | P | Bp | Bc | Diff |
| ---- | -------- | --- | - | - | - | - | -- | -- | ---- |
| 1    | Grèce    | 7   | 3 | 2 | 1 | 0 | 6  | 1  | +5   |
| 2    | Tchéquie | 7   | 3 | 2 | 1 | 0 | 7  | 3  | +4   |
| 3    | Suisse H | 3   | 3 | 1 | 0 | 2 | 4  | 5  | -1   |
| 4    | Andorre  | 0   | 3 | 0 | 0 | 3 | 0  | 8  | -8   |

#### Groupe 2
| Rang | Équipe      | Pts | J | G | N | P | Bp | Bc | Diff |
| ---- | ----------- | --- | - | - | - | - | -- | -- | ---- |
| 1    | Turquie     | 5   | 3 | 1 | 2 | 0 | 10 | 6  | +4   |
| 2    | Luxembourg  | 5   | 3 | 1 | 2 | 0 | 5  | 4  | +1   |
| 3    | Bulgarie H  | 5   | 3 | 1 | 2 | 0 | 2  | 1  | +1   |
| 4    | Azerbaïdjan | 0   | 3 | 0 | 0 | 3 | 1  | 7  | -6   |

#### Groupe 3
| Rang | Équipe  | Pts | J | G | N | P | Bp | Bc | Diff |
| ---- | ------- | --- | - | - | - | - | -- | -- | ---- |
| 1    | Ukraine | 9   | 3 | 3 | 0 | 0 | 7  | 1  | +6   |
| 2    | Suède H | 4   | 3 | 1 | 1 | 1 | 3  | 2  | +1   |
| 3    | Chypre  | 2   | 3 | 0 | 2 | 1 | 1  | 4  | -3   |
| 4    | Kosovo  | 1   | 3 | 0 | 1 | 2 | 0  | 4  | -4   |

#### Groupe 4
| Rang | Équipe               | Pts | J | G | N | P | Bp | Bc | Diff |
| ---- | -------------------- | --- | - | - | - | - | -- | -- | ---- |
| 1    | République d'Irlande | 9   | 3 | 3 | 0 | 0 | 9  | 0  | +9   |
| 2    | Hongrie              | 4   | 3 | 1 | 1 | 1 | 8  | 1  | +7   |
| 3    | Pays de Galles H     | 4   | 3 | 1 | 1 | 1 | 9  | 4  | +5   |
| 4    | Gibraltar            | 0   | 3 | 0 | 0 | 3 | 2  | 23 | -21  |

#### Groupe 5
| Rang | Équipe             | Pts | J | G | N | P | Bp | Bc | Diff |
| ---- | ------------------ | --- | - | - | - | - | -- | -- | ---- |
| 1    | Pologne H          | 6   | 3 | 2 | 0 | 1 | 4  | 1  | +3   |
| 2    | Estonie            | 6   | 3 | 2 | 0 | 1 | 5  | 4  | +1   |
| 3    | Italie             | 6   | 3 | 2 | 0 | 1 | 4  | 4  | 0    |
| 4    | Bosnie-Herzégovine | 0   | 3 | 0 | 0 | 3 | 4  | 8  | -4   |

#### Groupe 6
| Rang | Équipe     | Pts | J | G | N | P | Bp | Bc | Diff |
| ---- | ---------- | --- | - | - | - | - | -- | -- | ---- |
| 1    | Roumanie H | 5   | 3 | 1 | 2 | 0 | 2  | 0  | +2   |
| 2    | Lettonie   | 5   | 3 | 1 | 2 | 0 | 1  | 0  | +1   |
| 3    | Autriche   | 4   | 3 | 1 | 1 | 1 | 2  | 2  | 0    |
| 4    | Lituanie   | 1   | 3 | 0 | 1 | 2 | 0  | 3  | -3   |

#### Groupe 7
| Rang | Équipe     | Pts | J | G | N | P | Bp | Bc | Diff |
| ---- | ---------- | --- | - | - | - | - | -- | -- | ---- |
| 1    | Espagne    | 4   | 2 | 1 | 1 | 0 | 5  | 0  | +5   |
| 2    | Belgique H | 4   | 2 | 1 | 1 | 0 | 3  | 1  | +2   |
| 3    | Albanie    | 0   | 2 | 0 | 0 | 2 | 1  | 8  | -7   |
| 4    | Russie     | 0   | 0 | 0 | 0 | 0 | 0  | 0  | 0    |

#### Groupe 8
| Rang | Équipe     | Pts | J | G | N | P | Bp | Bc | Diff |
| ---- | ---------- | --- | - | - | - | - | -- | -- | ---- |
| 1    | France     | 9   | 3 | 3 | 0 | 0 | 12 | 1  | +11  |
| 2    | Islande    | 6   | 3 | 2 | 0 | 1 | 5  | 3  | +2   |
| 3    | Écosse H   | 3   | 3 | 1 | 0 | 2 | 6  | 6  | 0    |
| 4    | Kazakhstan | 0   | 3 | 0 | 0 | 3 | 3  | 16 | -13  |

#### Groupe 9
| Rang | Équipe     | Pts | J | G | N | P | Bp | Bc | Diff |
| ---- | ---------- | --- | - | - | - | - | -- | -- | ---- |
| 1    | Angleterre | 9   | 3 | 3 | 0 | 0 | 12 | 2  | +10  |
| 2    | Danemark H | 6   | 3 | 2 | 0 | 1 | 11 | 6  | +5   |
| 3    | Monténégro | 3   | 3 | 1 | 0 | 2 | 4  | 9  | -5   |
| 4    | Géorgie    | 0   | 3 | 0 | 0 | 3 | 2  | 12 | -10  |

#### Groupe 10
| Rang | Équipe              | Pts | J | G | N | P | Bp | Bc | Diff |
| ---- | ------------------- | --- | - | - | - | - | -- | -- | ---- |
| 1    | Serbie              | 9   | 3 | 3 | 0 | 0 | 8  | 1  | +7   |
| 2    | Norvège             | 6   | 3 | 2 | 0 | 1 | 8  | 4  | +4   |
| 3    | Macédoine du Nord H | 3   | 3 | 1 | 0 | 2 | 5  | 8  | -3   |
| 4    | Saint-Marin         | 0   | 3 | 0 | 0 | 3 | 0  | 8  | -8   |

#### Groupe 11
| Rang | Équipe     | Pts | J | G | N | P | Bp | Bc | Diff |
| ---- | ---------- | --- | - | - | - | - | -- | -- | ---- |
| 1    | Croatie H  | 6   | 3 | 2 | 0 | 1 | 10 | 2  | +8   |
| 2    | Israël     | 6   | 3 | 2 | 0 | 1 | 6  | 3  | +3   |
| 3    | Finlande   | 6   | 3 | 2 | 0 | 1 | 7  | 6  | +1   |
| 4    | Îles Féroé | 0   | 3 | 0 | 0 | 3 | 1  | 13 | -12  |

#### Groupe 12
| Rang | Équipe      | Pts | J | G | N | P | Bp | Bc | Diff |
| ---- | ----------- | --- | - | - | - | - | -- | -- | ---- |
| 1    | Allemagne H | 9   | 3 | 3 | 0 | 0 | 11 | 1  | +10  |
| 2    | Slovaquie   | 4   | 3 | 1 | 1 | 1 | 3  | 2  | +1   |
| 3    | Biélorussie | 2   | 3 | 0 | 2 | 1 | 3  | 7  | -4   |
| 4    | Arménie     | 1   | 3 | 0 | 1 | 2 | 1  | 8  | -7   |

#### Groupe 13
| Rang | Équipe          | Pts | J | G | N | P | Bp | Bc | Diff |
| ---- | --------------- | --- | - | - | - | - | -- | -- | ---- |
| 1    | Slovénie        | 5   | 3 | 1 | 2 | 0 | 6  | 2  | +4   |
| 2    | Irlande du Nord | 5   | 3 | 1 | 2 | 0 | 4  | 2  | +2   |
| 3    | Pays-Bas H      | 5   | 3 | 1 | 2 | 0 | 2  | 0  | +2   |
| 4    | Moldavie        | 0   | 3 | 0 | 0 | 3 | 0  | 8  | -8   |

#### Classements des troisièmes de groupe
Pour déterminer la meilleure équipe classée troisième du tour de qualification qui accède au tour élite, seuls les résultats des équipes classées troisièmes contre les équipes classées première et deuxième de leur groupe sont pris en compte.
| Rang    | Équipe            | Pts | J | G | N | P | Bp | Bc | Diff |
| ------- | ----------------- | --- | - | - | - | - | -- | -- | ---- |
| 1 (5)   | Italie            | 3   | 2 | 1 | 0 | 0 | 1  | 2  | -1   |
| 2 (11)  | Finlande          | 3   | 2 | 1 | 0 | 0 | 2  | 5  | -3   |
| 3 (2)   | Bulgarie          | 2   | 2 | 0 | 2 | 0 | 1  | 1  | 0    |
| 4 (13)  | Pays-Bas          | 2   | 2 | 0 | 2 | 0 | 0  | 0  | 0    |
| 5 (6)   | Autriche          | 1   | 2 | 0 | 1 | 1 | 0  | 2  | -2   |
| 6 (4)   | Pays de Galles    | 1   | 2 | 0 | 1 | 1 | 0  | 2  | -2   |
| 7 (3)   | Chypre            | 1   | 2 | 0 | 1 | 1 | 1  | 4  | -3   |
| 8 (12)  | Biélorussie       | 1   | 2 | 0 | 1 | 1 | 2  | 6  | -4   |
| 9 (1)   | Suisse            | 0   | 2 | 0 | 0 | 2 | 2  | 5  | -3   |
| 10 (8)  | Écosse            | 0   | 2 | 0 | 0 | 2 | 1  | 4  | -3   |
| 11 (10) | Macédoine du Nord | 0   | 2 | 0 | 0 | 2 | 3  | 8  | -5   |
| 12 (9)  | Monténégro        | 0   | 2 | 0 | 0 | 2 | 1  | 8  | -7   |
| 13 (7)  | Albanie           | 0   | 2 | 0 | 0 | 2 | 1  | 8  | -7   |

### Tour Élite
Le tirage au sort du tour Élite a eu lieu le 8 décembre 2022, au siège de l'UEFA à Nyon , en Suisse.
Le second tour, qui a lieu au printemps, concerne 28 équipes, dont le Portugal, exempté de premier tour. Les sept vainqueurs de poule se qualifient pour la phase finale à Malte (dont l'équipe est qualifiée d'office).

#### Groupe 1
| Rang | Équipe          | Pts | J | G | N | P | Bp | Bc | Diff |
| ---- | --------------- | --- | - | - | - | - | -- | -- | ---- |
| 1    | Norvège         | 9   | 3 | 3 | 0 | 0 | 11 | 3  | +8   |
| 2    | France H        | 6   | 3 | 2 | 0 | 1 | 6  | 4  | +2   |
| 3    | Roumanie        | 3   | 3 | 1 | 0 | 2 | 5  | 9  | -4   |
| 4    | Irlande du Nord | 0   | 3 | 0 | 0 | 3 | 3  | 9  | -6   |

#### Groupe 2
| Rang | Équipe      | Pts | J | G | N | P | Bp | Bc | Diff |
| ---- | ----------- | --- | - | - | - | - | -- | -- | ---- |
| 1    | Italie      | 5   | 3 | 1 | 2 | 0 | 5  | 4  | +1   |
| 2    | Allemagne H | 4   | 3 | 1 | 1 | 1 | 6  | 4  | +2   |
| 3    | Belgique    | 3   | 3 | 0 | 3 | 0 | 3  | 3  | 0    |
| 4    | Slovénie    | 2   | 3 | 0 | 2 | 1 | 0  | 3  | -3   |

#### Groupe 3
| Rang | Équipe     | Pts | J | G | N | P | Bp | Bc | Diff |
| ---- | ---------- | --- | - | - | - | - | -- | -- | ---- |
| 1    | Espagne H  | 7   | 3 | 2 | 1 | 0 | 8  | 0  | +8   |
| 2    | Danemark   | 7   | 3 | 2 | 1 | 0 | 6  | 2  | +4   |
| 3    | Luxembourg | 3   | 3 | 1 | 0 | 2 | 3  | 9  | -6   |
| 4    | Ukraine    | 0   | 3 | 0 | 0 | 3 | 2  | 8  | -6   |

#### Groupe 4
| Rang | Équipe     | Pts | J | G | N | P | Bp | Bc | Diff |
| ---- | ---------- | --- | - | - | - | - | -- | -- | ---- |
| 1    | Portugal H | 9   | 3 | 3 | 0 | 0 | 7  | 0  | +7   |
| 2    | Tchéquie   | 6   | 3 | 2 | 0 | 1 | 6  | 6  | 0    |
| 3    | Suède      | 1   | 3 | 0 | 1 | 2 | 3  | 5  | -2   |
| 4    | Croatie    | 1   | 3 | 0 | 1 | 2 | 2  | 7  | -5   |

#### Groupe 5
| Rang | Équipe                 | Pts | J | G | N | P | Bp | Bc | Diff |
| ---- | ---------------------- | --- | - | - | - | - | -- | -- | ---- |
| 1    | Grèce                  | 7   | 3 | 2 | 1 | 0 | 5  | 1  | +4   |
| 2    | Slovaquie              | 7   | 3 | 2 | 1 | 0 | 6  | 3  | +3   |
| 3    | République d'Irlande H | 3   | 3 | 1 | 0 | 2 | 2  | 3  | -1   |
| 4    | Estonie                | 0   | 3 | 0 | 0 | 3 | 1  | 7  | -6   |

#### Groupe 6
| Rang | Équipe    | Pts | J | G | N | P | Bp | Bc | Diff |
| ---- | --------- | --- | - | - | - | - | -- | -- | ---- |
| 1    | Pologne H | 5   | 3 | 1 | 2 | 0 | 6  | 3  | +3   |
| 2    | Israël    | 5   | 3 | 1 | 2 | 0 | 5  | 3  | +2   |
| 3    | Serbie    | 4   | 3 | 1 | 1 | 1 | 4  | 5  | -1   |
| 4    | Lettonie  | 1   | 3 | 0 | 1 | 2 | 1  | 5  | -4   |

#### Groupe 7
| Rang | Équipe       | Pts | J | G | N | P | Bp | Bc | Diff |
| ---- | ------------ | --- | - | - | - | - | -- | -- | ---- |
| 1    | Islande      | 7   | 3 | 2 | 1 | 0 | 5  | 2  | +3   |
| 2    | Angleterre H | 6   | 3 | 2 | 0 | 1 | 3  | 1  | +2   |
| 3    | Turquie      | 2   | 3 | 0 | 2 | 1 | 3  | 5  | -2   |
| 4    | Hongrie      | 1   | 3 | 0 | 1 | 2 | 1  | 4  | -3   |

### Équipes qualifiées
| Équipe   | Parcours              | Date de qualification | Participation |
| -------- | --------------------- | --------------------- | ------------- |
| Malte    | Pays hôte             | 19 avril 2021         | 1re           |
| Norvège  | Vainqueur du groupe 1 | 25 mars 2023          | 6e            |
| Portugal | Vainqueur du groupe 4 | 25 mars 2023          | 12e           |
| Italie   | Vainqueur du groupe 2 | 28 mars 2023          | 9e            |
| Espagne  | Vainqueur du groupe 3 | 28 mars 2023          | 13e           |
| Grèce    | Vainqueur du groupe 5 | 28 mars 2023          | 6e            |
| Pologne  | Vainqueur du groupe 6 | 28 mars 2023          | 2e            |
| Islande  | Vainqueur du groupe 7 | 28 mars 2023          | 1re           |